# Liste der Kulturdenkmale in Riepsdorf
In der Liste der Kulturdenkmale in Riepsdorf sind alle Kulturdenkmale der schleswig-holsteinischen Gemeinde Riepsdorf (Kreis Ostholstein) aufgelistet (Stand: 10. März 2025).

## Legende
In den Spalten befinden sich folgende Informationen:
- Objekt-ID: die Nummer des Kulturdenkmales
- Lage: die Adresse des Kulturdenkmales und die geographischen Koordinaten. Kartenansicht, um Koordinaten zu setzen. In der Kartenansicht sind Kulturdenkmale ohne Koordinaten mit einem roten Marker dargestellt und können in der Karte gesetzt werden. Kulturdenkmale ohne Bild sind mit einem blauen Marker gekennzeichnet, Kulturdenkmale mit Bild mit einem grünen Marker.
- Offizielle Bezeichnung: Bezeichnung des Kulturdenkmales
- Beschreibung: die Beschreibung des Kulturdenkmales
- Bild: ein Bild des Kulturdenkmales

## Bauliche Anlagen
| Objekt-ID     | Lage                                          | Offizielle Bezeichnung | Beschreibung | Bild                             |
| ------------- | --------------------------------------------- | ---------------------- | --- | -------------------------------- |
| 38505         | Hauptstraße 44 (54° 13′ 46″ N, 10° 58′ 11″ O) | ehemalige Schule       | ehem. Schule; 1938; eingeschossiger Backsteinbau mit zentralem, über die Traufe gezogenem Eingangsrisalit mit Giebel, pfannengedecktes Walmdach - Begründung: geschichtlich, städtebaulich - Schutzumfang: gesamtes Objekt - Denkmaltyp: Bauliche Anlage                               | BW                               |
| 3669 Wikidata | Hohe Weide 16 (54° 13′ 27″ N, 10° 58′ 17″ O)  | Fachhallenhaus         | Alteintragung (Aktualisierung vorgesehen) - Begründung: geschichtlich, wissenschaftlich, städtebaulich - Schutzumfang: gesamtes Objekt - Denkmaltyp: Bauliche Anlage | weitere Fotos \| Fotos hochladen |
| 38513         | Wiesenweg 7 (54° 13′ 32″ N, 11° 0′ 38″ O)     | Kate mit Stallanbau    | Kate; Ende 18. Jahrhundert; Zweiständerkate mit Abseiten, Außenmauern Fachwerk, mit angebautem Stall in Wandständerbauweise, reetgedeckte Vollwalme - Begründung: geschichtlich, städtebaulich, Kulturlandschaft prägend - Schutzumfang: gesamtes Objekt - Denkmaltyp: Bauliche Anlage | BW                               |

## Quelle
- Liste der Kulturdenkmale in Schleswig-Holstein – Kreis Ostholstein (PDF)

- Karte mit allen Koordinaten:
- OSM |
- WikiMap